# Porto de Pärnu

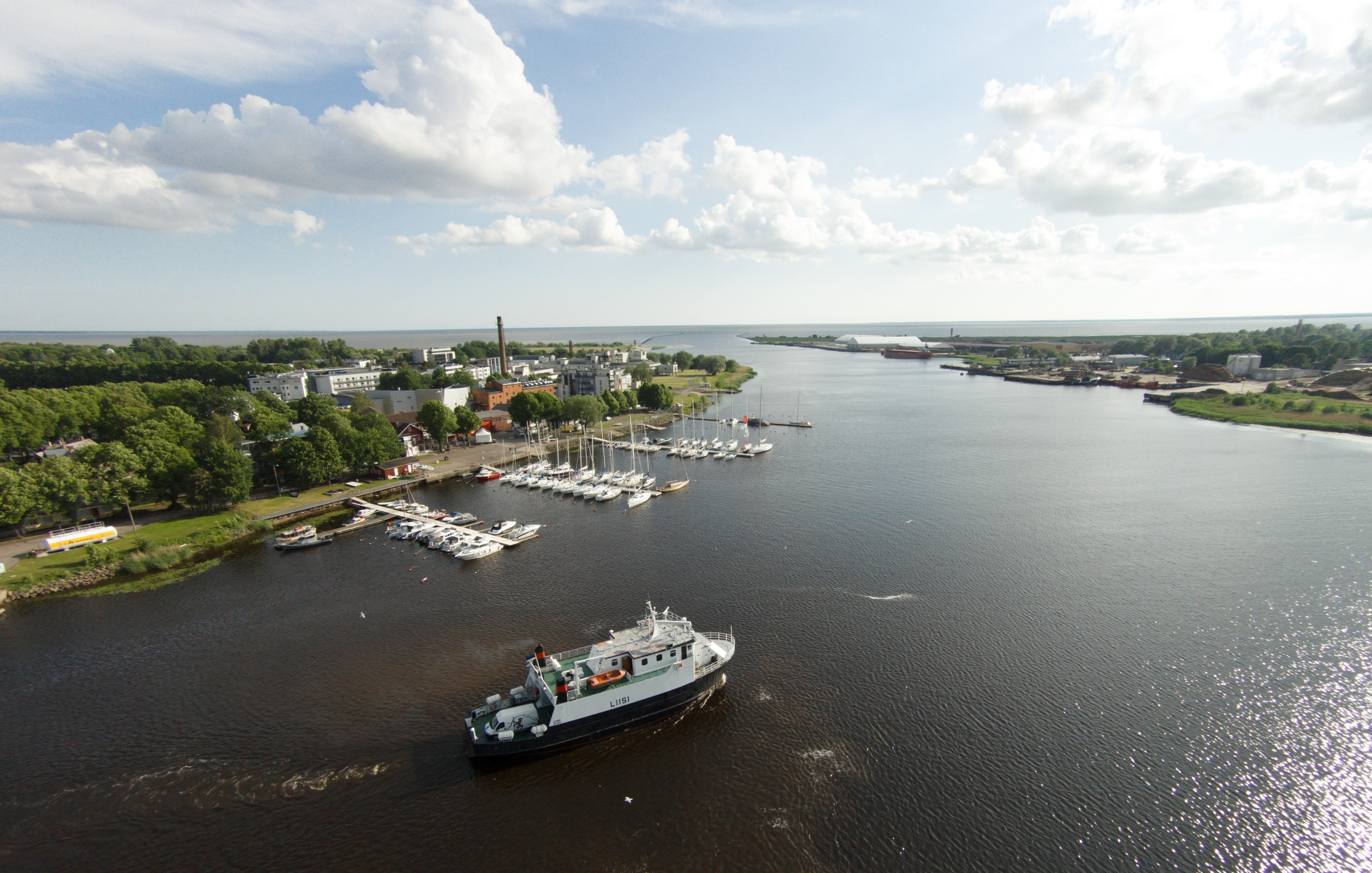
Porto de Pärnu

O Porto de Pärnu (em estoniano:  Pärnu sadam) é um porto em Pärnu, na Estónia. O porto está localizado em ambos os lados do rio Pärnu.
A primeira menção ao porto data do século XIII. O florescimento do porto começou no final do século XVIII e no início do século XIX. As principais exportações do porto são madeira e linho.
Nos tempos modernos, o porto oferece cruzeiros regulares entre Kihnu e Ruhnu.